# Bis saeculari die
Bis saeculari die (en español: Segundo día secular) es una constitución apostólica del Papa Pío XII, emitida el 27 de septiembre de 1948, sobre las Congregaciones Marianas, y emitida para conmemorar el bicentenario de la bula Gloriosae Dominae de Benedicto XIV.

## Importancia para la Iglesia
El Papa Pío XII expresó su apoyo a las Congregaciones Marianas. Describió la Congregación como una auténtica «Acción Católica bajo los auspicios e inspiración de la Santísima Virgen María» y abogó por su renovación en la posguerra. El Papa estableció directrices para el apostolado laico.
El Papa elogió a la Congregación por sus numerosos y grandes servicios a la Iglesia y dijo de los congregantes: «De hecho, en la propagación, difusión y defensa de la doctrina católica, deben ser considerados entre las fuerzas espirituales más poderosas». Sobre las Reglas de la Congregación, afirma: «A través de ellas, los miembros son guiados a la perfección de la vida espiritual desde la cual pueden alcanzar las alturas de la santidad» y añade que «dondequiera que las Congregaciones prosperen, la santidad de vida y la firme adhesión a la religión crecen y florecen con facilidad». Ilustra este punto añadiendo que «el hecho de que siempre se preocuparon por el bien común de la Iglesia y no por intereses particulares queda demostrado por el testimonio intachable de esa brillante generación de Congregantes a quienes la Madre Iglesia ha decretado los honores supremos de los altares; su gloria ilumina no solo a la Compañía de Jesús, sino también al clero secular y a no pocas familias religiosas, ya que diez miembros de las Congregaciones de Nuestra Señora se convirtieron en fundadores de nuevas Órdenes y Congregaciones Religiosas».
Bis saeculari die tuvo el efecto de revitalizar el movimiento, conduciendo eventualmente a la formación de federaciones nacionales e internacionales.